# هاتاموناگالا
هاتاموناگالا (به لاتین: Hatamunagala) یک منطقهٔ مسکونی در سری‌لانکا است که در استان مرکزی (سری‌لانکا) واقع شده‌است.